# Stipa kazachstanica
Stipa kazachstanica là một loài thực vật có hoa trong họ Hòa thảo. Loài này được Kotukhov miêu tả khoa học đầu tiên năm 1994.